# Kenmore Bridge
Die Kenmore Bridge ist eine Straßenbrücke in der schottischen Ortschaft Kenmore in der Council Area Perth and Kinross. 1971 wurde die Brücke in die schottischen Denkmallisten in der höchsten Denkmalkategorie A aufgenommen. Eine ehemalige zusätzliche Einstufung als Scheduled Monument wurde 2012 aufgehoben.

## Beschreibung
Der Mauerwerksviadukt wurde im Jahre 1774 fertiggestellt. Als Konstrukteur zeichnet John Baxter verantwortlich. Architektonische Details legen nahe, dass Baxter bei der Planung von John Smeaton unterstützt wurde. Die Baukosten beliefen sich auf rund 480 £. Die Kenmore Bridge befindet sich heute weitgehend im Ursprungszustand. Sie führt heute die A827 über den Fluss.
Die Kenmore Bridge steht inmitten der Ortschaft Kenmore. Sie überspannt den Tay kurz nach dessen Abfluss aus dem Loch Tay. Die Steinbogenbrücke überspannt den Fluss mit sieben Bögen, wobei auch die Angabe von drei Bögen in der Literatur zu finden ist. Bei den drei Hauptbögen handelt es sich um ausgemauerte Segmentbögen mit ornamentierten Schlusssteinen, welche den Tay überspannen. Zu beiden Seiten finden sich jedoch noch insgesamt vier weitere, deutlich kleinere Rundbögen, von denen zwei über Land verlaufen und den Wasserdruck auf die Brücke bei Hochwasser verringern sollen. In den Zwickeln durchstoßen ringförmige Öffnungen das Bruchsteinmauerwerk. An den Pfeilern treten Eisbrecher heraus.
Die Brücke trägt die Inschrift:„THIS BUILDING ERECTED A.D.1774/HIS MAIESTY/GAVE IN AID TO IT OUT OF THE ANNEXED/ ESTATES L1000 STR/VIATOR/ TUTO TRANSEAS/SIS MEMOR/REGI BENEFICI.“